# Courts-circuits géographiques
Premier véritable livre de bandes dessinées de Jochen Gerner, Courts-Circuits Géographiques est un recueil de récits de voyage. Depuis l’enfance (souvenirs d'étés en Bretagne), en passant par le voyage d’étude en Tchécoslovaquie (lorsqu’il était étudiant aux beaux-arts de Nancy), aux pages sur l'Iran (pré publiées dans la revue Lapin), jusqu’à la description de ses neuf mois passés à New York, ce récit autobiographique est paginé en gaufrier à 12 cases (système qu'il reprendra pour son documentaire Saint-Patron).

## Autour de l’album
extraits :
Prix à Angoulème
New-York 01